# Melierax
Melierax és un gènere d'ocells de la família dels accipítrids (Accipitridae). Coneguts com a astors cantaires, habiten zones boscoses i obertes d'Àfrica.
S'ha proposat la classificació dins la subfamília dels melieraxins (Melieraxinae), juntament amb Micronisus, però en general s'ubiquen ambdós gèneres dins dels accipitrins (Accipitrinae).

## Taxonomia
Segons la classificació del Congrés Ornitològic Internacional versió 12,2, 2022, es reconeixen 3 espècies dins aquest gènere:
- Astor cantaire pàl·lid (Melierax canorus).
- Astor cantaire bec-roig (Melierax metabates).
- Astor cantaire de l'Àfrica oriental (Melierax poliopterus).

Antigament, l'astor gabar (Micronisus gabar) havia estat inclòs dins d'aquest gènere.